# A Estrada 47
A Estrada 47 és una pel·lícula dramàtica de coproducció brasilero-portuguesa del 2013 escrita i dirigida per Vicente Ferraz, basada en fets reals, sobre la participació del Brasil en la Segona Guerra Mundial. La pel·lícula és protagonitzada per Daniel de Oliveira, Richard Sammel, Sergio Rubini i Julio Andrade.
La pel·lícula segueix la trajectòria d'homes de la unitat d'eliminació de mines terrestres de la Força Expedicionària Brasilera que després d'un atac de pànic intenten calmar-se i desactivar la carretera minada que els separa d'un poble vigilat per les forces enemigues.

## Argument

### Antecedents
Durant la Segona Guerra Mundial, el Brasil es va convertir en un aliat de la Unió Soviètica, els Estats Units, el Regne Unit i la França Lliure, entre altres Aliats. A la segona meitat de 1944, va enviar a la Campanya d'Itàlia, en diverses etapes, un contingent militar format principalment per una infanteria divisió per combatre les forces de l'Alemanya nazi i la Itàlia feixista. Gairebé tots aquests soldats provenien d'entorns rurals i pobres, i sense experiència militar prèvia, van haver d'aprendre a la pràctica a lluitar per la supervivència al front.

## Parcel·la principal
Després de patir un pànic col·lectiu en un punt no especificat de la Línia Gòtica, els soldats Guimarães (Daniel de Oliveira), Piauí (Gaspar Francisco), Laurindo (Thogum) i el seu tinent (Júlio Andrade), intenten retirar-se del lloc, però acaben perdent la seva companyia. Així doncs, van haver de decidir tornar a la seva unitat sota el risc d'enfrontar-se a un tribunal marcial per incompliment del deure, o tornar a la posició de la nit anterior amb el risc d'enfrontar-se a un atac sorpresa de nombroses forces de l'enemic. És llavors quan un corresponsal de guerra, Rui (Ivo Canelas), els parla d'un camp de mines actiu i creuen que aquesta és una oportunitat per redimir l'error que van cometre, però encara queda molt per passar i la guerra està lluny d'haver acabat.

## Repartiment
- Sergio Rubini - Roberto
- Daniel de Oliveira - Guimarães 'Guima'
- Thogun - Sergente Laurindo
- Francisco Gaspar - Piauí
- Júlio Andrade - Tenente Penha
- Ivo Canelas - Rui
- Richard Sammel - Coronel Mayer
- Daniele Grassetti - Partisà
- Giorgio Vicenzotti - Partisà

## Producció
En una entrevista, Vicente Ferraz va dir que volia parlar de la història del Brasil durant la Segona Guerra Mundial, que va dir que va ser "oblidada pels brasilers i que és completament desconeguda a l'estranger". Va utilitzar diaris, cartes i entrevistes com a font material.

## Estrena
A Estrada 47 fou estrenada al Festival do Rio de 2013.

## Recepció
Jonathan Holland de The Hollywood Reporter va escriure: "Competent però no inspiradora, aquesta és una pel·lícula senzilla i eficaç que mai fa justícia al material emocionant en què es basa." Mark Adams de Screen International la va qualificar com un "muntatge impressionant de pel·lícula de guerra" i "drama d'alta qualitat".

## Premis i nominacions
| Any  | Premi                                               | Categoria                                        | Nominat                                   | Resultat  | Ref.   |
| ---- | --------------------------------------------------- | ------------------------------------------------ | ----------------------------------------- | --------- | ------ |
| 2013 | Festival Internacional do Rio de Janeiro            | Millor Actor - Menció honorífica                 | Francisco Gaspar                          | Guanyador | [ 7 ]  |
| 2013 | Festival Internacional do Rio de Janeiro            | Millor Muntatge                                  | Mair Tavares                              | Guanyador | [ 7 ]  |
| 2014 | 24° Cine Ceará – Festival Ibero-americano de Cinema | Troféu Mucuripe - Melhor Filme de Longa-Metragem |                                           | Guanyador | [ 8 ]  |
| 2014 | 24° Cine Ceará – Festival Ibero-americano de Cinema | Millor direcció artística                        | Sergio Tribastone                         | Guanyador | [ 8 ]  |
| 2014 | 42è Festival de Gramado                             | Troféu Kikito – Millor Llargmetratge             |                                           | Guanyador | [ 9 ]  |
| 2014 | 42è Festival de Gramado                             | Millor So                                        | Branko Neskov                             | Guanyador |        |
| 2016 | 15º Grande Prêmio do Cinema Brasileiro              | Millors Efectes Visuals                          | Robson Sartori                            | Guanyador | [ 10 ] |
| 2016 | 15º Grande Prêmio do Cinema Brasileiro              | Millor Actor                                     | Daniel de Oliveira                        | Nominat   | [ 10 ] |
| 2016 | 15º Grande Prêmio do Cinema Brasileiro              | Millor guió original                             | Vicente Ferraz                            | Nominat   | [ 10 ] |
| 2016 | 15º Grande Prêmio do Cinema Brasileiro              | Millor Figurino                                  | Elisabetta Antico                         | Nominat   | [ 10 ] |
| 2016 | 15º Grande Prêmio do Cinema Brasileiro              | Millor Maquillatge                               | Federico Carretti e Vincenzo Mastrantonio | Nominat   | [ 10 ] |
| 2016 | 15º Grande Prêmio do Cinema Brasileiro              | Millor Muntatge                                  | Mair Tavares                              | Nominat   | [ 10 ] |
| 2016 | 15º Grande Prêmio do Cinema Brasileiro              | Millor banda Sonora                              | Luiz Avellar                              | Nominat   | [ 10 ] |
| 2017 | CinEuphoria Awards                                  | Top do Ano                                       |                                           | Guanyador | [ 11 ] |
| 2017 | CinEuphoria Awards                                  | Millor Film - Competició Nacional                |                                           | Nominat   | [ 12 ] |
| 2017 | CinEuphoria Awards                                  | Millor Realitzador                               | Vicente Ferraz                            | Nominat   | [ 12 ] |
| 2017 | CinEuphoria Awards                                  | Millor Direccío artística                        | Sergio Tribastone                         | Nominat   | [ 12 ] |
| 2017 | CinEuphoria Awards                                  | Millor vestuari                                  | Elisabetta Antico                         | Nominat   | [ 12 ] |
| 2017 | CinEuphoria Awards                                  | Millor caracterització                           | Federico Carretti                         | Nominat   | [ 12 ] |
| 2017 | CinEuphoria Awards                                  | Millores efectes aonors i/o visuals              | Branko Neskov                             | Nominat   | [ 12 ] |
| 2017 | CinEuphoria Awards                                  | Millor Tràiler                                   |                                           | Nominat   | [ 12 ] |